# Парфе
Парфе́ (от фр. parfait «безукоризненный, прекрасный») — холодное сладкое блюдо, известное с 1894 года.
Готовится из сливок, взбитых с сахаром и ванилью, а затем замороженных в металлической форме. Иногда в парфе добавляют взбитые яйца. В качестве ароматизаторов для парфе используют кофе, какао, тёртый шоколад, фруктовые пюре или соки. Распространённый способ подачи парфе — в стакане, в виде цветных слоёв.
Изначально парфе — блюдо французской кухни, замороженный десерт со вкусом кофе, приготовленный в форме мороженого в конусе. Французский парфе подаётся в декоративных тарелках вместо высокого стеклянного стакана как в Америке.
Кроме французского парфе кулинары готовят американское парфе, в которое добавляется мороженое и другие ингредиенты.

## В мире

### Великобритания
В Соединенном Королевстве парфе может относиться к мясной пасте (или паштету), обычно приготовленной из печени (куриной или утиной) и подслащенной ликерами.

### В США и Канаде
В Соединенных Штатах парфе может отнестись либо к традиционному французскому десерту, либо к популярному варианту, американскому парфе, сделанному путем наслоения парфе, сливок, мороженого или фруктов, обычно в высоком прозрачном стакане. На прозрачном стекле можно увидеть слои десерта. В топпинг добавляют взбитые сливки, свежие или консервированные фрукты и ликеры.
Последние тенденции в Соединенных Штатах и Канаде представляют парфе без сливок и ликеров. Для их приготовления нужно просто насыпать йогурт слоями с мюсли, орехами или свежими фруктами (такими как персики, клубника или черника). Этот вариант иногда называют йогуртовым парфе или фруктовым парфе.